# Oakleigh Cannons FC
Oakleigh Cannons Football Club ist ein australischer Fußballklub aus Melbourne. Der Klub spielt derzeit in der NPL Victoria und holte in der Victoria Premier League in den Saisons 2006 und 2022 die Meisterschaft.

## Geschichte
Der Klub wurde am 12. Dezember 1972 als South Oakleigh Soccer Club von der griechischen Community gegründet. Jedoch wurde der Name schon kurz danach in Oakleigh Soccer Club geändert. In den folgenden beiden Jahrzehnten kann man die Ligen immer weiter nach oben klettern, bis man erstmals im Jahr 1991 in der höchsten Staatsliga, der Victoria Premier League spielen kann. In diese Zeit fällt dann auch die Umbenennung in Oakleigh Cannons SC. Nachdem man nach dem Jahr 1992 über den 14. Platz wieder in die Division 1 abgestiegen war, dauerte es bis zur Saison 2000, bis man wieder in die Premier League aufstieg, diesmal reichte aber auch ein 12. Platz nicht, um die Klasse zu halten. Irgendwann in dieser Zeit nahm der Klub dann auch seinen heutigen Namen Oakleigh Cannons FC an. Zur Saison 2004 gelang dann wieder eine Teilnahme an der Premier League und in der Spielzeit 2006, gelang dann auch erstmals die Meisterschaft. Seitdem konnte man sich in der Liga auch halten und schloss immer mal wieder auf den vorderen Plätzen ab.
Nach der Neufassung der Premier League als NPL Victoria, war der Klub auch noch Teil der Liga und hält sich dort bis heute.

## Erfolge
- Victoria Premier League
  - Meister: 2006